# Rubiol de sang (grup de bolets)
El grup dels rubiols de sang comprèn rubiols que en tallar-los-hi la carn o gratar-ne la superfície (millor la de la cama), canvien el seu color a vermell de manera ràpida i manifesta

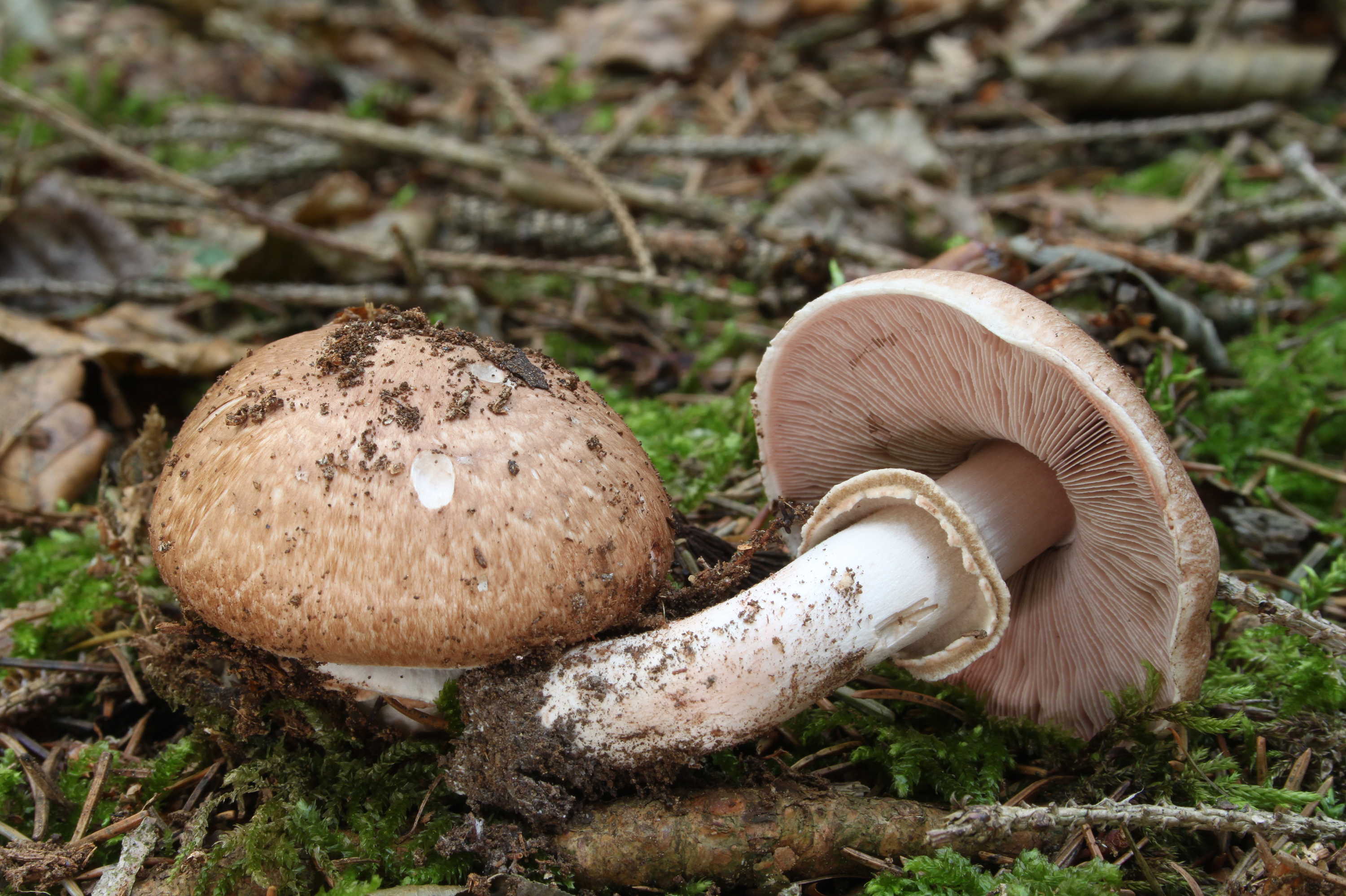
Rubiol de sang (Agaricus sylvaticus)

Entre les espècies de rubiols de sang més corrents:
- Agaricus sylvaticus, rubiol de sang
- Agaricus litoralis, rubiol de sang costaner
- Agaricus bernardii, rubiol de sang peixenc
- Agaricus subfloccosus, rubiol de sang d’anell doble
- Agaricus bohusii, rubiol de sang de Bohus
- Agaricus boisseletii, rubiol de sang de Boisselet
- Agaricus lanipes, rubiol de sang de cama llanosa
- Agaricus langei, rubiol de sang de Lange
- Agaricus benesii, rubiol de sang esquamulós
- Agaricus impudicus, rubiol de sang jaspiat
- Agaricus bresadolanus, rubiol de sang radicant